# LaMarr Greer
LaMarr Vernon Greer (* 16. Mai 1976 in Voorhees, New Jersey) ist ein ehemaliger US-amerikanischer Basketballspieler, der als Profi neben verschiedenen anderen Stationen längere Zeit in Italien und der Ukraine gespielt hat und von 2010 bis 2012 für die NewYorker Phantoms aus Braunschweig in der deutschen Basketball-Bundesliga aktiv war.
Greer studierte an der Florida State University in Tallahassee und war dort von 1994 bis 1998 für das Hochschulteam Seminoles in der Atlantic Coast Conference der NCAA Division I aktiv. Mit Greers konnten sich die Seminoles, die vorher 1993 mit dem späteren NBA-Champion Sam Cassell das Viertelfinale der Elite Eight in der NCAA Division I Basketball Championship erreicht hatten, noch einmal 1998 für das NCAA-Endturnier qualifizieren, in dem sie in der zweiten Runde nach Verlängerung den Crusaders der Valparaiso University unterlagen. Nach seinem Studium spielte für verschiedene Vereine in der kurzlebigen International Basketball League von 1999 bis 2001, die später in der Continental Basketball Association aufging.
Zu Beginn der Saison 2000/01 unterschrieb er im italienischen Neapel seinen ersten Vertrag in Europa. Bereits zu Saisonbeginn Mitte Oktober 2000 wurde der Vertrag wieder gelöst und Greer kehrte zunächst in sein Heimatland zurück, bevor er im Februar 2001 zu Basket Napoli zum Saisonende in der zweiten Liga Serie A2 zurückkehrte und fortan in Europa spielte. In den Play-offs scheiterten die Süditaliener als Hauptrundenzweiter im Finale um einen verbleibenden Aufstiegsplatz in die erste Liga Serie A. In der folgenden Spielzeit wechselte er zum Ligakonkurrenten aus Messina in die mittlerweile als LegADue titulierte zweite Liga. Pallacanestro Messina wurde 2002 ebenfalls Hauptrundenzweiter und scheiterte im Halbfinale der Play-offs um den verbleibenden Aufstiegsplatz an Greers Ex-Verein aus Neapel, dem diesmal der Aufstieg in die erste Liga durch den Sieg in den Play-offs gelang. Greer wechselte daraufhin zurück nach Neapel und spielte in der Saison 2002/03 in der Serie A, wo man einen siebten Platz nach der Hauptrunde erreichte und im Viertelfinale um die Meisterschaft ausschied.
Greer wechselte anschließend zum russischen Pokalsieger von 2003 UNICS aus Kasan. Mit diesem Verein gewann er 2004 die erstmals ausgetragene FIBA Europa League, später bekannt als EuroChallenge. In der folgenden Saison war er im Nachbarland Ukraine in Kiew aktiv und konnte mit dem BC Kiew 2005 die nationale Meisterschaft gewinnen, musste aber im Finale der FIBA Europa League dem russischen Verein Dynamo St. Petersburg den Titelgewinn überlassen. In der folgenden Saison verlor man vor heimischen Publikum im Halbfinale des nun FIBA Euro Cup genannten Wettbewerbs gegen den späteren Titelträger Joventut de Badalona. 2007 wechselte Greer in die griechische erste Liga A1 Ethniki zu Olympia in Larisa. Mit diesem Verein erreichte er die Play-offs um die Meisterschaft, wo man in der ersten Runde gegen den späteren Meister Panathinaikos Athen ausschied. Nach einer Saison auf Zypern 2008/09 spielte er in der Saison 2009/10 im israelischen Nahariya.
2010 wurde er als erfahrener Spieler auf der Spielmacherposition vom deutschen Bundesligisten New Yorker Phantoms verpflichtet. Mit den Phantoms erreichte er in seiner ersten Saison 2011 das Finale um den deutschen Pokal, welches knapp gegen den ausrichtenden Titelverteidiger und Double-Gewinner Brose Baskets aus Bamberg verloren ging, und die Play-offs um die Meisterschaft als Hauptrundenfünfter, der besten Platzierung des Braunschweiger Vereins seit acht Jahren. Auch 2011/2012 konnten die Phantoms in die Play-offs einziehen, mussten sich aber erneut bereits im Viertelfinale geschlagen geben. Aufgrund einiger Verletzungen und eines Trainerwechsels erhielt Greer zur Saison 2012/2013 keinen neuen Vertrag in Braunschweig. Zur folgenden Saison wurde Greer vom finnischen Erstligisten Kouvot aus Kouvola verpflichtet. 2013 beendete er seine aktive Karriere.